# David Cairns (écrivain)
Pour les articles homonymes, voir David Cairns et Cairns (homonymie).
David Cairns (né David Adam Cairns le 8 juin 1926 à Loughton dans l'Essex) est un journaliste, écrivain et musicien britannique. Il est spécialiste de la biographie de Berlioz.

## Biographie
Il est critique musical au Sunday Times de 1983 à 1992. Il a travaillé aussi pour The Spectator, l’Evening Standard le Financial Times et le New Statesman. Il est surtout connu pour sa biographie en deux volumes de Berlioz. Il a aussi traduit l'autobiographie du compositeur français en anglais en 1969. Il a écrit également un livre sur les opéras de Mozart.